# Chemawawin 3
Chemawawin 3 är ett reservat i Kanada.   Det ligger i provinsen Manitoba, i den sydöstra delen av landet, 1 900 km väster om huvudstaden Ottawa.
I omgivningarna runt Chemawawin 3 växer i huvudsak barrskog. Trakten runt Chemawawin 3 är nära nog obefolkad, med mindre än två invånare per kvadratkilometer.